# De curiositate
Sulla curiosità (De curiositate - in grecoː Περὶ πολυπραγμοσύνης) è un saggio di Plutarco, incluso nei suoi Moralia.

## Struttura
L'opera, che si trova nel catalogo di Lampria al numero 97, afferma che la tendenza a conoscere insita nella polypragmosýne, una volta constatata la sua inutilità e nocività, non va cancellata, ma, una volta dominata, va orientata e guidata verso campi positivi, quali lo studio disinteressato dei fenomeni, grandi o piccoli, della natura o degli eventi della storia.
Il saggio rimanda a moduli espressivi della diatriba e viene citato da Aulo Gellio, che parla della difficoltà di tradurre πολυπραγμοσύνη in latino.